# Tomasz Miśkiewicz

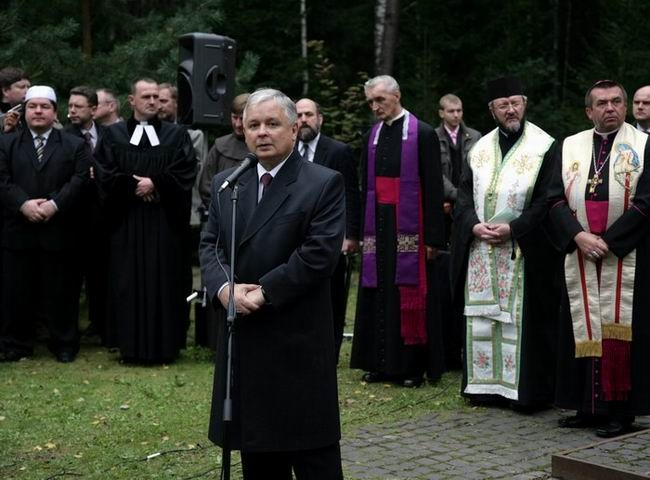
Tomasz Miskiewicz (2007) (Uiterst links)

Tomasz Miśkiewicz (9 juli 1977) is de moefti van het Muzułmański Związek Religijny (Muslim Religious Association) van Polen. Hij is ook de imam van Białystok. Tomasz is van Lipka-Tataarse afkomst en is op 20 maart 2004 aangesteld als moefti van Polen tijdens een congres van het Muzułmański Związek Religijny.
Tomasz heeft een diploma behaald aan de Islamitische universiteit van Medina, Saoedi-Arabië.
- Gemeinsame Normdatei: 1241120692
- International Standard Name Identifier: 0000 0003 7062 7207
- Virtual International Authority File: 249945151
- WorldCat: E39PBJjd9gbJxvtq3Jqr8hppT3